# Obština Černoočene
Obština Černoočene (bulharsky Община Черноочене) je bulharská jednotka územní samosprávy v Kărdžalijské oblasti. Leží v jižním Bulharsku v Rodopech, na rozhraní mezi Východními a Západními Rodopy. Správním střediskem je ves Černoočene, kromě ní zahrnuje obština 48 vesnic. Žije zde přes 8 tisíc stálých obyvatel.

## Sídla
| - Bakalite - Bărza Reka - Beli Vir - Bezvodno - Borovsko - Bosilica - Bostanci - Božurci - Černa Niva - Černoočene (sídlo správy) - Ďadovsko - Daskalovo - Draganovo - Duška - Gabrovo - Jabălčeni - Javorovo | - Jončovo - Kableškovo - Kaňak - Komuniga - Kopitnik - Kucovo - Ljaskovo - Minzuchar - Murga - Nebeska - Nočevo - Novi Pazar - Novoselište - Paničkovo - Patica - Pčelarovo - Petelovo | - Prjaporec - Rusalina - Sokolite - Srednevo - Sredska - Stražnica - Svobodinovo - Văzel - Versko - Vodač - Vojnovo - Voždovo - Železnik - Ženda - Žitnica |

## Sousední obštiny
| Růžice kompasu | Asenovgrad | Părvomaj           | Mineralni Bani | Růžice kompasu |
| Růžice kompasu | Banite     | Sever              | Chaskovo       | Růžice kompasu |
| Růžice kompasu | Banite     | Obština Černoočene | Chaskovo       | Růžice kompasu |
| Růžice kompasu | Banite     | Jih                | Chaskovo       | Růžice kompasu |
| Růžice kompasu | Ardino     | Kărdžali           |                | Růžice kompasu |

## Obyvatelstvo
V obštině žije 8 172 stálých obyvatel a včetně přechodně hlášených obyvatel 16 130. Podle sčítáni 1. února 2011 bylo národnostní složení následující:
- Turci: 8 886 (97.1 %)
- Bulhaři: 207 (2.3 %)
- ostatní: 57 (0.6 %)